# Club Alianza Lima (básquet)
El Club Alianza Lima (básquet) es la sección deportiva de baloncesto del Club Alianza Lima, participaba en la Liga Nacional de Basketball.

## Historia

### Fundación
El Club Alianza Lima (Basket) se fundó en la era de los setenta. Era conocido como Alianza Lima-Tigre bajo el auspicio de la marca de zapatillas Tigre. Incursionó en la Liga de baloncesto del Perú y logró su primer título oficial en 1980 con los mejores jugadores de la selección peruana y refuerzos estadounidenses. Los futbolistas del club, como Cubillas, Velásquez , Sotil y Cueto, solían jugar con los basquetbolistas por orden del entrenador Marcos Calderón, puesto que, según él, les ayudaría como entrenamiento del dribleo, comunicación y como entrenamiento de resistencia física. El equipo de Alianza-Tigre obtuvo varios trofeos peruanos. El club de básquetbol está inactivo desde finales de los ochenta por la crisis económica del país. Participó en el Campeonato Sudamericano de Clubes Campeones de 1981. Como campeón, representó al Perú en Paraguay, y se llevó la Rueda Consuelo derrotando al Sporting de Uruguay por un marcador de 80-78.

## Jugadores históricos
| Jugadores          |
| ------------------ |
| Eduardo Airaldi    |
| Javier Dasso       |
| Juan Carlos Duarte |
| Raúl Duarte        |
| Bruno Ferraro      |
| Walter Fleming     |
| Lamont Hall        |
| George Cheaton     |

## Palmarés

### Torneos nacionales
| Competición nacional             |          |  |  |
| -------------------------------- | -------- |  |  |
| Liga Metropolitana de Baloncesto | 1 (1980) |  |  |

### Torneos internacionales
| Competición internacional                                    |          |  |  |
| ------------------------------------------------------------ | -------- |  |  |
| Campeonato Sudamericano de Clubes Campeones (Rueda Consuelo) | 1 (1981) |  |  |